# 美 (守望先锋)
（Mei），全名周美靈（Mei-Ling Zhou），是一名虛構的角色，出現於暴雪娛樂開發的第一人稱射擊遊戲《鬥陣特攻》及其相關媒介。小美出身中國西安，是一名氣候學家、冒險家。

## 開發與設計
小美最早與源氏和D.Va一起於2015年10月的暴雪嘉年華上公佈，是《鬥陣特攻》正式發行前最後引入的英雄之一。一開始暴雪想設計一名使用冰霜的角色，那時並沒有為這個角色定下國籍，且初步意向是將其定為加拿大人。後來設計師團隊看到了中國哈爾濱的冰雕藝術後受到啟發，決定將角色定為中國人，並結合當代中國的探險精神，設計出了小美這個角色。

## 玩法
小美在《鬥陣特攻》中是一名防禦型角色。她配備了可以持續射出寒氣的冷凍槍，能對敵人造成持續傷害並將對方凍結使之無法動彈。同時這個武器還可以製造出不同用途的冰體，如射向敵人造成傷害的冰錐、改變地形的冰墻、將自身包圍隔絕於外界攻擊並恢復一定生命值的巨大冰塊等。她的終極技能是「暴雪（Blizzard）」——部署氣象控制儀對範圍內的敵人造成持續傷害並凍結，是十分強大的團體控制技能。

## 出場

### 《鬥陣特攻》
在《鬥陣特攻》的世界觀中，小美是研究地球氣候異常的計畫成員，發明操控氣候的尖端新技術並保護了亞洲與其他瀕臨危機的區域。但在她被派至「捍衛者」組織的南極洲生態觀察站時，一場極地風暴切斷了觀察站的對外聯繫。在補給逐漸消耗殆盡的情況下，站內的科學家進入了休眠艙等候外界救援。可惜在數年後，這群休眠的科學家才被人們找到，並只有小美仍然生存。雖然在小美沈睡的這段時間裡，「捍衛者」解散、氣候問題日益惡化、生態觀察站被廢棄而且所有資料亦消失無蹤，但甦醒後的她攜帶了一具可攜式氣候控制儀「雪球（Snowball）」踏上了旅程，希望能重新建立生態網路，並找出危害地球生態環境的原因。
2017年8月23日，暴雪於科隆遊戲展上公開了《鬥陣特攻》系列動畫短片第二季第一集《喚醒》，小美為該集的主角。短片講述了經歷9年低溫休眠後被系統喚醒的小美，在發現生態觀察站內其餘同事悉數遇難後，嘗試重新與外界取得聯繫並自救的故事。

## 評價
作為遊戲中第一位中國籍英雄，小美一經公佈就引起了許多中國玩家的關注。一些中國玩家認為，小美是一名科學家，有別於許多遊戲作品中有關中國人角色的設定（如丸子頭、旗袍、武俠風、擅長功夫等），是一個沒有被刻板印象限制的中國角色。而小美的背景，结合她的口頭禪「這個世界值得我們努力保護」，展現的是一名立志保護世界的女性形象，十分正面。同時，也有一些中國玩家因為小美穿著厚重的棉襖 ，身形看起來不如遊戲中大部分女性角色般苗條而質疑小美，甚至戲稱其為「周賈玲」。對此，遊戲美術副總監阿諾德·曾（Arnold Tsang）表示，小美是在極地工作的科學家，所以才需要穿著厚重的棉襖來禦寒。

## 軼事
- 張昱在為小美錄製一條名為「SORRY SORRY SORRY SORRY」的語音時因連番失誤向現場及正在連線的工作人員道歉，而這几句道歉被錄下並被遊戲編劇邁克爾·楚（Michael Chu）採納成為了這條語音的正式版本。[2]
- 小美的背景故事存在矛盾之處。在遊戲官網的描述中，小美被外界發現時仍處於低溫休眠狀態，且生態觀察數據全部丟失。[5]而在動畫短片《喚醒》中，小美是被系統所喚醒並自行離開了觀測站，而且9年間的生態觀測數據被小美存入了隨身碟，沒有全部丟失。[6][7]

## 文化影响

### 被用於香港反對逃犯條例修訂運動
2019年10月，《爐石戰紀》香港選手blitzchung在獲勝後受訪時，頭戴護目鏡與防毒過濾面罩，高呼「光復香港，時代革命」口號，表达对香港反對逃犯條例修訂運動的支持。暴雪公司随后将其自大師職業賽除名，取消本賽季所獲之獎金，禁賽1年，并与當時為其做採訪的2名台灣賽評暫停合作。暴雪此舉在全球受到爭議，批評者認為暴雪的動作是屈服于中国审查制度、讨好中国共产党的做法。作為抗議的一部分，香港和其他地區的抗議者將小美塑造成抗議活動的支持者和“支持民主的象征”，用她的形象创作支持香港抗议行动的二次作品，以挑釁中國大陸的審查制度，希望造成小美乃至整個遊戲在中國大陸被禁，最終達到反击暴雪的效果。但截至2020年末，這些舉動未能成功使該遊戲在中國大陸的運營產生負面影響。